# Presenza OSCE in Albania
     Stati membri OSCE
     Stati partner per la cooperazione

Stati membri OSCE
Stati partner per la cooperazione

La Presenza in Albania è una delle missioni sul territorio dell’Organizzazione per la sicurezza e la cooperazione in Europa (OSCE). Le sue attività spaziano dal supporto elettorale alla lotta alla corruzione, dai progetti ambientali alla protezione dei diritti umani.
Il Capo della Presenza OSCE in Albania è l’Ambasciatore Guido De Sanctis dal 1 dicembre 2022.

## Mandato
La Presenza ha il mandato di focalizzare le sue attività in particolare su: riforma legislativa e giudiziaria, riforma amministrativa regionale, riforma elettorale, rafforzamento delle capacità parlamentari, lotta alla Tratta di esseri umani 
e alla corruzione, prestando anche sostegno all’attuazione delle pertinenti strategie nazionali, elaborazione di efficaci leggi e regolamenti sull’indipendenza dei media e sul relativo Codice di condotta, promozione del buongoverno e progetti mirati per rafforzare la società civile, assistenza alle forze di polizia, in particolare addestramento della polizia confinaria, in un quadro di coordinamento con altri attori internazionali operanti in tale campo.
Inoltre, la Presenza collabora con le autorità albanesi (sia a livello governativo che con altre istituzioni), con la società civile del paese e i partner internazionali, con l’obiettivo del raggiungimento da parte dell’Albania di tutti gli standard internazionali in conformità con i principi dell’OSCE.

## Attività
Nel settore dello stato di diritto, la Presenza contribuisce all'attuazione della riforma della giustizia in corso attraverso un triplice approccio: 
1) sostenendo il quadro istituzionale delle principali istituzioni del settore giudiziario, per una giustizia più efficiente, efficace e trasparente e una migliore tutela dei diritti fondamentali; 
2) promuovendo approcci collaborativi tra professionisti della giustizia, per una giustizia più efficace
3) sostenendo processi legislativi inclusivi e di qualità.
Nel settore della Democratizzazione, la Presenza fornisce supporto continuo per incrementare le competenze dei funzionari parlamentari attraverso metodi e tecnologie avanzate di e-working, migliorando la trasparenza e le funzioni di monitoraggio da parte dell’Assemblea; promuove lo sviluppo della società civile e l'integrazione dei giovani attraverso un impegno a tutto tondo con la società civile, qualificati esponenti delle nuove generazioni e attivisti, sia a livello centrale che locale. Iniziative che hanno luogo attraverso forum della società civile, incontri, attività pubbliche, visite sul campo ed eventi online. La Presenza sostiene attivamente l'emancipazione femminile e l'accesso delle donne ai processi decisionali , attraverso una serie di interventi che spaziano dal coordinamento dei Donatori all’assistenza tecnica diretta alle donne elette a livello locale .
Nel settore elettorale, la Presenza fornisce assistenza tecnica per il miglioramento dell'amministrazione elettorale al fine di allineare pienamente il quadro elettorale agli impegni dell'OSCE; facilita inoltre il dialogo globale e costruttivo tra i partiti politici sulle questioni relative alle elezioni.
Nel settore del Buongoverno, la Presenza sostiene il governo albanese nell'affinamento delle politiche e delle pratiche anticorruzione, trasparenza e integrità. Attraverso la formazione e il supporto tecnico, la Presenza rafforza la conformità e l'applicazione della governance ambientale e stimola la partecipazione del pubblico nel processo decisionale, migliorando l'interazione e il dialogo tra le amministrazioni centrali e locali .
La Presenza ha inoltre dato la priorità allo sviluppo delle capacità di giudici e pubblici ministeri nella lotta alla tratta di esseri umani. Nel fare ciò, applica nei procedimenti penali approcci incentrati sul rispetto delle vittime e basati sui diritti umani anche collaborando ad altre iniziative internazionali che abbiano come oggetto questi ultimi .
Nel campo della sicurezza, la Presenza lavora con le istituzioni albanesi a livello centrale e locale per rafforzare le capacità delle forze dell'ordine, mettendo a disposizione competenze specifiche su questioni di sicurezza, compresa la gestione delle crisi, e lavorando direttamente anche con le comunità locali.
Per far fronte alla minaccia della criminalità organizzata e del traffico di stupefacenti, la Presenza organizza corsi di formazione specializzati sull'uso di moderne tecniche di analisi, indagini proattive e tecniche investigative speciali. La Presenza collabora con la Polizia albanese per contribuire a migliorarne l'efficacia nella lotta e nella prevenzione di ogni forma di minaccia transnazionale. In questo ambito promuove iniziative aventi come scopo la riduzione del rischio di proliferazione di armi e contro l'uso improprio delle armi leggere e di piccolo calibro..
Per prevenire l'estremismo violento e la radicalizzazione in tutta l'Albania, la Presenza lavora a stretto contatto con il Centro nazionale di coordinamento per coordinare, integrare e sincronizzare le attività degli organi centrali con le organizzazioni di base, i membri della comunità, i leader religiosi, i giovani  e le ONG femminili.
Nel settore dei diritti umani, la Presenza opera sinergicamente con ODIHR e partner locali quali l’Università di Tirana per monitorare la situazione nel paese e fornire consulenze alle autorità . Promuove altresì il dialogo a livello nazionale sulle violazioni dei diritti umani perpetrate durante la fase del regime albanese. Inoltre, la Presenza sostiene le istituzioni e la società civile albanesi promuovendo un approccio globale (che fa perno sui diritti dell’uomo) nella lotta alla tratta di esseri umani.
Infine, promuove le attività delle Istituzioni dell’OSCE, come la decriminalizzazione della diffamazione che è una delle priorità del Rappresentante OSCE per la libertà dei media.
L’Italia sostiene diversi progetti realizzati dalla Presenza in settori di interesse prioritario, quali la lotta al crimine organizzato e alla corruzione anche nel settore degli appalti pubblici e la valorizzazione del contributo dei giovani alla pace e alla sicurezza.

## Lista dei Capi della Presenza
I Capi della Presenza OSCE in Albania dal 1997 ad oggi sono i seguenti.
| Capo della Missione  | Mandato | Mandato | Nazione         |
| -------------------- | ------- | ------- | --------------- |
| Daan Everts          | 1997    | 1999    | Paesi Bassi     |
| Geert-Hinrich Ahrens | 1999    | 2002    | Germania        |
| Osmo Lipponen        | 2002    | 2004    | Finlandia       |
| Pavel Vacek          | 2004    | 2007    | Repubblica Ceca |
| Robert Bosch         | 2007    | 2010    | Paesi Bassi     |
| Eugen Wollfarth      | 2010    | 2013    | Germania        |
| Florian Raunig       | 2013    | 2016    | Austria         |
| Bernd Borchardt      | 2016    | 2020    | Germania        |
| Vincenzo Del Monaco  | 2020    | 2022    | Italia          |
| Guido De Sanctis     | 2023    | 2023    | Italia          |